# Karlskoga stad
Karlskoga stad var en tidigare kommun i Örebro län. 

## Administrativ historik
Karlskoga municipalsamhälle inrättades 26 juni 1885 i Karlskoga landskommun. Den 1 januari 1940 (enligt beslut den 15 juni 1939) ombildades landskommunen med municipalsamhället till Karlskoga stad.
1 januari 1959 överfördes från Karlskoga stad och församling till Lekebergs landskommun och Hidinge församling ett område omfattande fastigheterna Abbortjärn 1:9, Elgsimmen 2:1 samt Kringelhult, omfattande en areal av 17,02 km², varav 15,58 km² land, och med 4 invånare.
1 januari 1971 ombildades staden till Karlskoga kommun.

### Judiciell tillhörighet
I likhet med andra under 1900-talet inrättade stadskommuner fick staden inte egen jurisdiktion utan låg fortsatt under landsrätt i Nora domsaga och Karlskoga tingslag. 1 januari 1951 (enligt beslut den 14 oktober 1949) utbröts Karlskoga tingslag ur Nora domsaga för att bilda en egen domsaga: Karlskoga domsaga.

### Kyrklig tillhörighet
Karlskoga har sedan 1583 hört till Karlskoga församling.

### Sockenkod
För registrerade fornfynd med mera så återfinns staden inom ett område definierat av sockenkod 2239 som motsvarar den omfattning staden hade kring 1950 och koden används även för Karlskoga socken.

## Stadsvapnet
Blasonering: I blått fält två korslagda kanoner, i varje vinkel åtföljda av ett järnmärke, allt av guld.
Detta vapen togs fram av riksheraldikern i samband med stadsbildandet år 1940. Det övertogs oförändrat av kommunen och registrerades för denna i PRV år 1974.

## Geografi
Karlskoga stad omfattade den 1 januari 1952 en areal av 474,30 km², varav 430,49 km² land. Vid samma datum var Karlskoga Sveriges näst största stad till ytan, efter Kiruna stad. Efter nymätningar och arealberäkningar färdiga den 1 januari 1960 omfattade staden den 1 januari 1961 en areal av 444,35 km², varav 409,28 km² land.

### Tätorter i kommunen 1960
I Karlskoga stad fanns tätorten Karlskoga, som hade 31 412 invånare den 1 november 1960. Tätortsgraden i staden var då 88,9 procent.

## Politik

### Kommunalborgmästare
- Eric Ericson 1940–????
- Olof Georg Mogren ????–????

### Mandatfördelning i valen 1942-1966
| 7 | 24 | 2 | 2 | 2 | 3 |

| 37 |

| 10 | 19 | 2 | 6 | 3 |

| 35 |

| 5 | 29 |  | 11 | 3 |

| 45 |

| 5 | 27 |  | 11 | 5 |

| 40 | 10 |

| 3 | 30 | 4 | 7 | 6 |

| 42 | 8 |

| 3 | 30 | 4 | 8 | 5 |

| 43 | 7 |

| 5 | 26 | 6 | 8 | 5 |

| 42 | 8 |